# Смирнов, Александр Васильевич (библиограф)
Алекса́ндр Васи́льевич Смирно́в (26 августа (7 сентября) 1854 — 3 декабря 1918) — историк русской литературы, археограф, библиограф, санитарный врач, краевед, демократический просветитель и общественный деятель Владимирской губернии. Один из авторов «Русского биографического словаря» А. А. Половцова. Один из инициаторов составления словаря псевдонимов русских писателей. Наставник русского и советского библиографа И. Ф. Масанова. Инициатор создания Владимирской губернской учёной архивной комиссии. Почётный член Петербургского археологического института, член Рязанской, Витебской и Тульской архивных комиссий.
Учился на медицинских факультетах Императорского Варшавского и Императорского Московского университетов. Владимирский губернский санитарный врач (1889—1914). Гласный Владимирской городской думы. Автор около семисот работ по литературоведению, медицине и краеведению, в том числе, четырёхсот работ по владимирскому краеведению. Член комиссии по созданию Владимирского исторического музея. Сотрудник «Владимирских губернских ведомостей», «Вестника Владимирского губернского земства», московской газеты «Современные известия», газеты «Библиографический листок», журналов «Библиографические записки», «Исторический вестник», «Русская старина», «Русский архив» и так далее.
Наряду с А. В. Скалоном был автором широкоохватного по замыслу труда «Левиафан. Указатель русской литературы по всем отраслям знания за 100 лет (1777—1877)», оставшегося неизданным из-за недостатка средств. Главная завершённая работа А. В. Смирнова — «Уроженцы и деятели Владимирской губернии» в пяти томах. Корреспондент писателей-народников Н. Н. Златовратского и Ф. Д. Нефёдова, учёных А. А. Шахматова, П. А. Флоренского, Б. Л. Модзалевского, историков литературы С. А. Венгерова, М. К. Лемке, П. А. Ефремова и многих других деятелей российской культуры рубежа XIX и XX столетия. Первый российский библиограф А. П. Чехова. Приятель писателя П. П. Булыгина, с которым был связан долгие годы.

## Биография

### Ранние годы и начальное образование

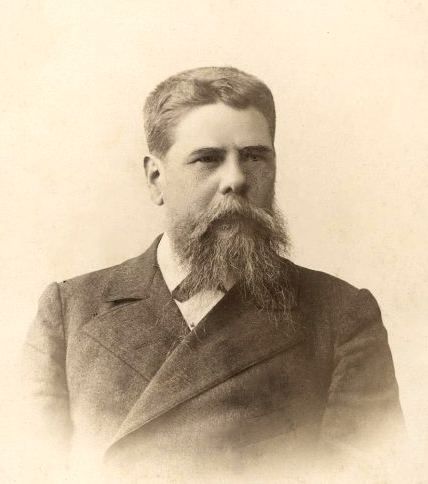
Александр Васильевич Смирнов. Фото Василия Ивановича Коренева

Александр Васильевич Смирнов родился 26 августа (7 сентября) 1854 года в селе Вашки Переславского уезда Владимирской губернии в семье сельского пономаря. Отец Василий Александрович Смирнов, помимо своих непосредственных обязанностей при церкви Николая Чудотворца, выполнял работу столяра и в этом качестве имел много заказов, для чего содержал дополнительно двух-трёх подсобных рабочих-плотников. Плотницкие заказы приносили семье Смирновых неплохую прибыль. Приход, где служил В. А. Смирнов, также был относительно благополучным, по этой причине семья не испытывала финансовых затруднений. Юный Саша был одним из трёх детей церковнослужителя, и его воспитание происходило, как он сам позднее отмечал, «обычным сельским порядком, почти без особого надзора».
Его рано начали обучать грамоте, занимались этим окончившие курс семинаристы, жившие до получения священнических мест в доме отца. Его учителя-богословы были пылкими поклонниками литературы, они выписывали книги, газеты и журналы. В доме Смирновых нередко возникали дискуссии о значении в литературе В. Г. Белинского. Большим поклонником литературы был и отец Александра Васильевича, он также привил сыну любовь к чтению, собиранию сказок и лубочных картинок.
Позднее Александр учился в Переславском духовном училище (1862—1870), на учёбу в котором мальчика благословил архимандрит Феодор (Бухарев), живший в то время в Никитском монастыре Переславля-Залесского и вскоре снявший с себя сан монаха, чтобы жениться на дочери местного помещика из села Вашки и переславского предводителя дворянства Анне Сергеевне Родышевской. Учиться в Переславль А. В. Смирнова отправили вместе со старшим братом, и учёба эта, по оценке Александра Васильевича, отчасти напоминала обучение в бурсе, описанное Н. Г. Помяловским в известных «Очерках бурсы». Жестокие нравы царили как в самом училище, так и в домах, где были расквартированы учащиеся. Но несмотря на неприглядные стороны переславской училищной жизни, она оставила в памяти А. В. Смирнова много светлых воспоминаний.
В Переславском духовном училище Александр Смирнов заслужил расположение тамошнего учителя русского языка А. И. Покровского, для которого Смирнов, по его собственным словам, писал лучшие в классе сочинения. В 1868 году В. А. Смирнов-старший покинул Вашки и переехал в Переславль к месту своей новой службы. Некоторое время Александр жил с родителями, а затем в 1870 году отправился на учёбу во Владимирскую семинарию, где он окончил четыре класса. Во Владимире А. В. Смирнов попал в окружение просвещённой семьи священников Минервиных, ведущее место в жизни которой занимало чтение литературы в лице её лучших представителей 1860-х и 1870-х годов. Семинаристы не были ограничены в возможности читать светскую литературу, и с 1873 года Смирнов пробовал свои силы в сочинении драм и повестей. В этом же году началось его увлечение театром, поскольку на владимирской сцене давала свои представления театральная труппа во главе с московским актёром Владимиром Ивановичем Путятой. А. В. Смирнов принимал участие в постановке домашних спектаклей.

### Учёба в университете
Затем Александр Васильевич обучался на медицинском факультете Варшавского университета (1874—1876). Преподавателем русского языка и литературы здесь был поэт и переводчик Н. В. Берг, помнивший ещё Н. В. Гоголя. Первый год самостоятельной жизни в качестве студента выдался молодому владимирцу весьма нелёгким. Как и многие другие студенты, он вынужден был зарабатывать на жизнь уроками, которые оплачивались весьма скудно. Материальное положение молодого человека поправил ранний брак, в который он вступил в 1875 году. Вслед за женитьбой А. В. Смирнов вынужден был покинуть Варшаву и с 1876 года уже учился на медицинском факультете Московского университета (1876—1881), откуда был выпущен со званием лекаря. Медицинское образование в Москве Смирнову приходилось начинать практически заново, поскольку один из московских профессоров остался неудовлетворённым результатами обучения Александра Васильевича у своих варшавских коллег. Но зато в Москве студенты слушали лекции профессоров Г. А. Захарьина и Ф. Ф. Эрисмана. Последнего А. В. Смирнов считал своим главным наставником в области школьной гигиены и санитарного дела, в связи с чем позднее отмечал: «Я всегда уважал и уважаю звание врача как общественного деятеля и как носителя тех гуманных принципов, которыми по справедливости должен гордиться каждый, имеющий счастье принадлежать к корпорации врачей».
Студенческая жизнь в Московском университете получилась исключительно насыщенной. В 1877 году Александр Васильевич, будучи репетитором в семье Петра Михайловича Батезатула, автора статей о строительстве железных дорог в Фатежском уезде Курской губернии и брата генерала Николая Михайловича Батезатула, познакомился с книгоиздателем и библиографом Аркадием Владимировичем Скалоном, и это знакомство определило интересы А. В. Смирнова на всю жизнь. В 1878 году Александр Васильевич начал печататься в газетах, что также укрепило материальное положение молодого человека. В конце 1870-х и начале 1880-х годов студенческая молодёжь из числа владимирцев дружными компаниями по 15—20 человек собиралась на летний отдых в Переславле-Залесском. Каникулярное время было посвящено организации любительских спектаклей с благотворительной целью, а сборы от них доходили до 150—200 рублей. Живя в Москве, А. В. Смирнов проводил большую часть времени в обществе студентов-владимирцев.

### Санитарный и земский врач

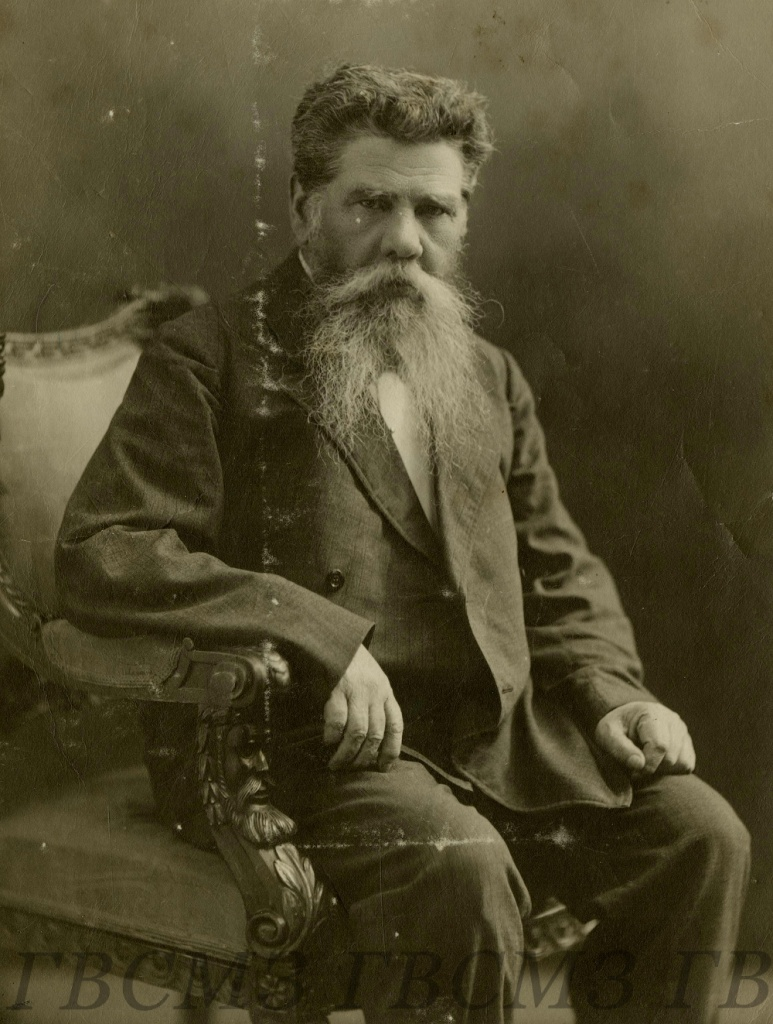
А. В. Смирнов

В 1881 году А. В. Смирнов закончил учёбу в Московском университете. Вместе с его окончанием прекратил своё существование и кружок студентов-владимирцев, бывшие студенты были вынуждены разъехаться к местам своей медицинской службы. С января 1882 года по апрель 1889 года А. В. Смирнов работал земским врачом в селе Тихоново Судогодского уезда. На 96 тысяч жителей Судогодского уезда приходилось всего три врача, и А. В. Смирнов был одним из них. Место было достаточно глухим и удалённым от умственной жизни. Ближайший город находился на расстоянии восьмидесяти вёрст. В самом селе интеллигенция отсутствовала, Смирнову приходилось работать на маленьком медицинском участке, общаясь лишь с простыми крестьянами. Зато освободившийся досуг молодой врач посвящал приведению в порядок собранного ранее биобиблиографического материала. Для его пополнения он ежегодно свой месячный отпуск проводил в Москве у А. В. Скалона. А в селе Тихоново молодой библиограф начал собирать свою собственную библиотеку биобиблиографической и художественной литературы.
В 1882 году А. В. Смирнов принял участие в деятельности Первого съезда земских врачей Владимирской губернии. Работа на съезде привела его к мысли заняться изучением медицинского участка в селе Тихоново в санитарном отношении. В 1885 году он принял участие в организации строительства местной земской начальной школы. В качестве санитарного врача он опубликовал несколько статей и брошюр, посвящённых санитарному делу. Они привлекли к себе внимание Владимирского губернского земства, и когда в 1889 году, после ухода со службы небезызвестного мецената, просветителя и литератора С. И. Сычугова, появилась вакансия губернского санитарного врача, руководство земства предложило Смирнову занять вакантную должность. Таким образом, с первого мая 1889 года А. В. Смирнов стал губернским санитарным врачом и переехал из села Тихоново в губернский Владимир. В первые годы новой службы он был полностью поглощён санитарной деятельностью, которая почти не оставляла ему свободного времени на занятия любимой библиографией. Смирнов не печатал практически ничего, кроме обязательных отчётов о состоянии санитарного дела во Владимирской губернии. Но помимо этого, он увлёкся владимирской городской общественной жизнью и несколько лет возглавлял местное общество потребителей, был казначеем местного медицинского общества, возглавлял библиотеку Владимирского собрания. В 1897 году Смирнов был избран в гласные Владимирской городской думы.

### Общественная деятельность

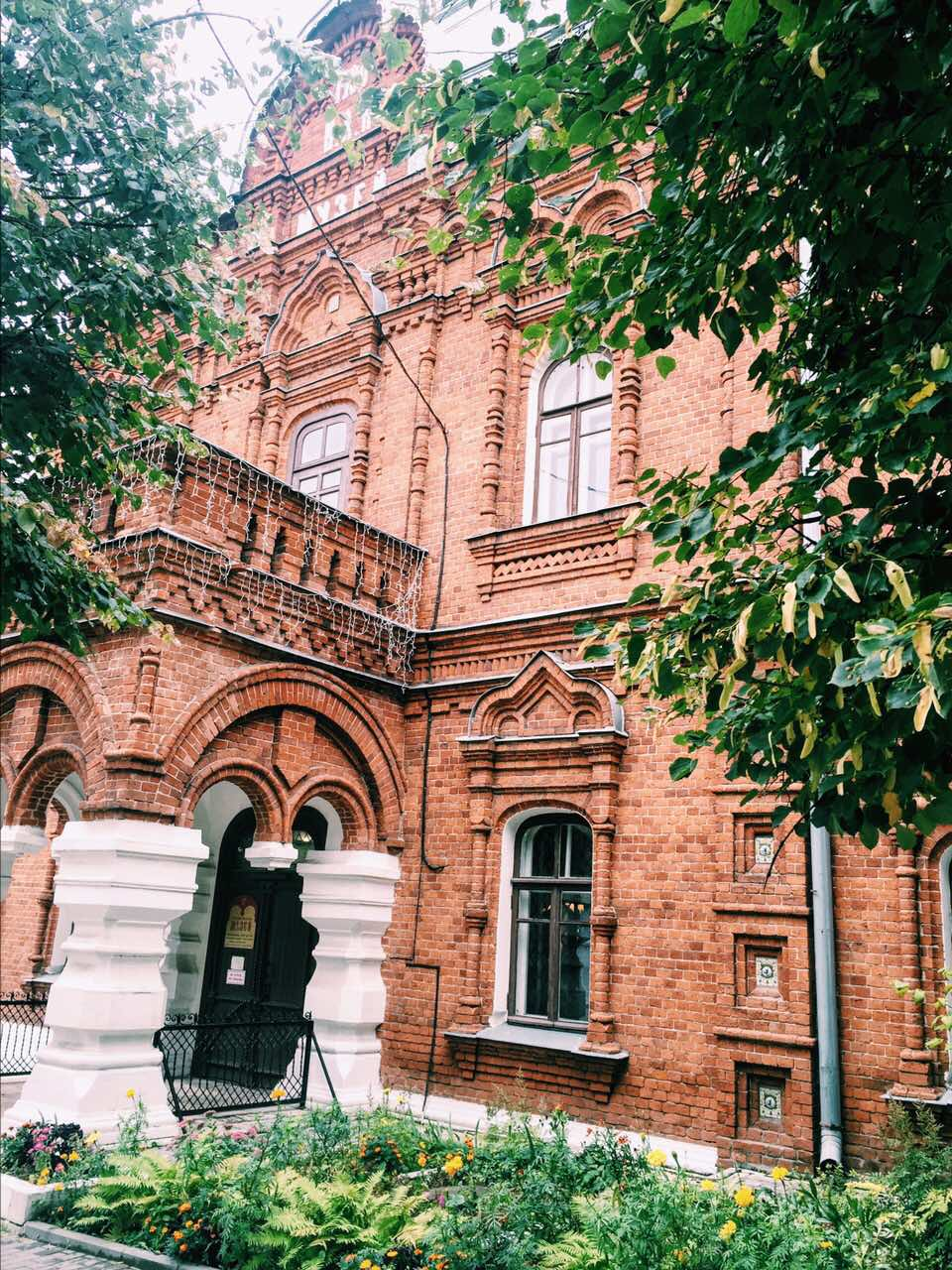
Бывший музей Владимирской учёной архивной комиссии открыт в 1906 г. Хранитель музейной коллекции — А. В. Смирнов

А. В. Смирнов проработал заведующим санитарной комиссией Владимирского губернского земства двадцать пять лет (1889—1914). Жизнь Александра Васильевича внешне не отличалось богатыми событиями. Но помимо узко медицинских трудов, главное призвание А. В. Смирнова состояло в изучении родного края и в разработке отечественной библиографии. По инициативе его и гласного губернского земского собрания А. В. Селиванова в 1898 году была создана Владимирская губернская учёная архивная комиссия. Из личной библиотеки Смирнов передал Комиссии около 2500 названий книг и периодических изданий по гуманитарным и естественным наукам за 1863—1915 годы.
С 1889 года А. В. Смирнов стал постоянным сотрудником «Вестника владимирского губернского земства». Краевед принимал участие в подготовке к печати «Трудов ВУАК», издаваемых ежегодно с 1899 по 1918 год. Александр Васильевич был членом комиссии по созданию Владимирского исторического (краеведческого) музея, в 1906—1907 годах он являлся заведующим музеем Владимирской учёной архивной комиссии. Практически все крупные общественные мероприятия во Владимирской губернии в то время происходили при участии А. В. Смирнова. Помимо участия во Владимирской губернской учёной архивной комиссии, он был почётным членом Петербургского археологического института, членом Рязанской, Витебской и Тульской архивных комиссий.
В 1914 году Смирнов вышел в отставку, но после Февральской революции вновь вернулся к общественной деятельности, поскольку был привлечён к разбору архива Владимирского губернского жандармского управления. Этот архив был передан 11 марта 1917 года во Владимирскую учёную архивную комиссию, и специальная комиссия под руководством А. В. Смирнова (П. И. Неволин, Н. М. Иорданский, Н. Г. Морякин, Я. Е. Коробов, Н. В. Малицкий, С. Н. Бакунин) приступила к разбору дел жандармского архива. Тогда же материалы этих исследований были опубликованы на страницах газеты «Старый владимирец». Он также принял участие в изгнании из Владимирской епархии архиепископа Владимирского и Шуйского Алексия (Дородницына), сторонника Григория Распутина.
В этом и следующем году А. В. Смирнов выпустил заключительные 17 и 18 выпуски «Трудов Владимирской учёной архивной комиссии». Вскоре и сама Владимирская учёная архивная комиссия была упразднена новой властью. 13 мая 1918 года А. В. Смирнов принял участие в работе организационного заседания Владимирского комитета по охране памятников старины и искусства при Владимирском губернском отделе народного образования. На заседании присутствовали представители новой большевистской власти: от губисполкома Г. С. Берлин, губернский комиссар народного образования И. С. Лефедов, представитель Наркомпроса Д. Т. Янович. Владимирских краеведов представляли В. Г. Добронравов, И. М. Херасков, С. И. Парфёнов, Н. Н. Николаев, Х. В. Медведков, А. Н. Зенкевич, Н. В. Малицкий. Был среди них и А. В. Смирнов.

### Семья

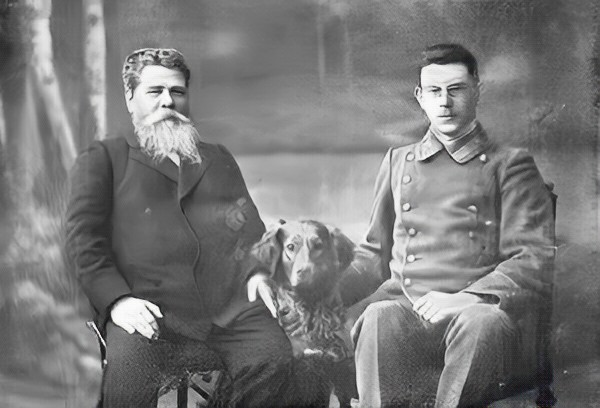
А. В. Смирнов с сыном Авениром. Фото Виктора Владиславовича Иодко. Владимир. До 1914 года

Александр Васильевич был женат. В браке родились сыновья Авенир (он был старшим, учился в Московском университете, умер рано, в 1914 году), младший Вениамин, дочь Лидия. Лидия Александровна с 1898 года была в браке c Николаем Александровичем Преображенским, священником церкви Феодоровской иконы Божией Матери при железнодорожных мастерских в Коврове. Избранные письма Лидии Александровны к отцу за 1898—1917 гг. опубликованы. Они хранятся в ГАВО (Ф. 622. Оп. 2. Ед. хр. 717).
Скончался А. В. Смирнов 3 декабря 1918 года от воспаления лёгких. Похоронен на местном Князь-Владимирском кладбище. Его смерть отметил журнал «Библиографические известия», тогда как местная печать забыла о нём и не напечатала ни одного некролога на его смерть. Могила А. В. Смирнова не сохранилась.

## Призвание к библиографии
Ещё в молодости будущий губернский земский врач интересовался театральной жизнью, сам сочинял рассказы и стихи. Живя в Москве в 1876—1881 годах, студент Смирнов познакомился с писателем Ф. Д. Нефёдовым, который открыл ему путь в журналистику. По его совету, публикации Александра Васильевича начали появляться в газетах «Русский курьер» и «Современные известия». Ф. Д. Нефёдов был выходцем из села Иваново Владимирской губернии, ставшем к тому времени городом Иваново-Вознесенском. В московском кружке Ф. Д. Нефёдова А. В. Смирнов познакомился с библиографом и литературоведом Д. П. Сильчевским, близким к обществу «Земля и воля» и журналу «Отечественные записки». Писатель Н. Н. Златовратский, который входил в круг знакомых А. В. Смирнова, также был родом из Владимира. В зрелые годы Александр Васильевич долгое время был дружен с писателем-владимирцем, деятелем земского движения Петром Павловичем Булыгиным.
А среди московских знакомств студенческого периода важную роль в жизни юноши сыграли лекции преподавателя истории Московского университета В. О. Ключевского. Общение с ним привило любовь к изучению богатого исторического наследия Владимирской губернии и российской истории в целом. Много позднее, в поздравительной телеграмме 1896 года по случаю двадцатипятилетия работы В. О. Ключевского в Московской духовной академии, А. В. Смирнов сообщал своему учителю: «Многоуважаемый Василий Осипович! Пусть продолжится многие годы Ваша блестящая профессорская и научная деятельность, вот пожелание Вашего ученика и ставленника Смирнова». Три года спустя стараниями А. В. Смирнова В. О. Ключевский стал почётным членом Владимирской учёной архивной комиссии.
В студенческие годы Смирнов под руководством А. В. Скалона увлёкся библиографией. А. В. Скалон был книготорговцем, человеком весьма образованным, искренне любившим русскую литературу, учеником Иринарха Введенского. А. В. Скалон незадолго до этого знакомства выпустил сборник произведений опального А. И. Герцена «Раздумья», и А. В. Смирнов помогал издателю его продавать. Другая изданная Скалоном книга Герцена «Письма об изучении природы» была уничтожена цензурой. У А. В. Скалона в Харькове была своя библиотека и книжный магазин, которые книготорговец ликвидировал, и распродажа книги А. И. Герцена и прочих изданий шла с трудом. В конце концов, от книжных неликвидов неудачливого книготорговца (у А. В. Скалона не было собственного помещения в Москве) избавил московский антиквар-букинист Афанасий Астапов. Но освободившись от бремени книжной торговли, А. В. Скалон сосредоточился на сборе библиографических материалов по русской литературе, чем он начал заниматься ещё в Харькове. Этим же занятием А. В. Скалону удалось заинтересовать и юного студента-медика, с этого времени началось увлечение библиографией и А. В. Смирнова.
Свободное от занятий время он проводил отныне в Румянцевском музее, тщательно переписывая содержание антикварных журналов. Вместе они подготовили грандиозный труд под названием «Левиафан. Указатель русской литературы по всем отраслям знания за 100 лет (1777—1877)», который остался неопубликованным из-за недостатка средств на его издание. Предварительно соавторы просмотрели различные журналы и указатели за указанный период времени. Они составили список персоналий на более чем две тысячи авторов, объявили подписку на «Левиафан», но собранных средств было недостаточно, и издание этой интересной работы так никогда и не состоялось. Позднее бо́льшая часть «Левиафана» была напечатана Смирновым в периодике. Одна из ключевых статей предполагаемого «Левиафана» — «Очерк истории русской журналистики», — была написана А. В. Смирновым в 1884—1885 гг. А. В. Скалон назвал её жемчужиной всего издания, однако она так и не была напечатана и в настоящее время хранится в ИРЛИ.

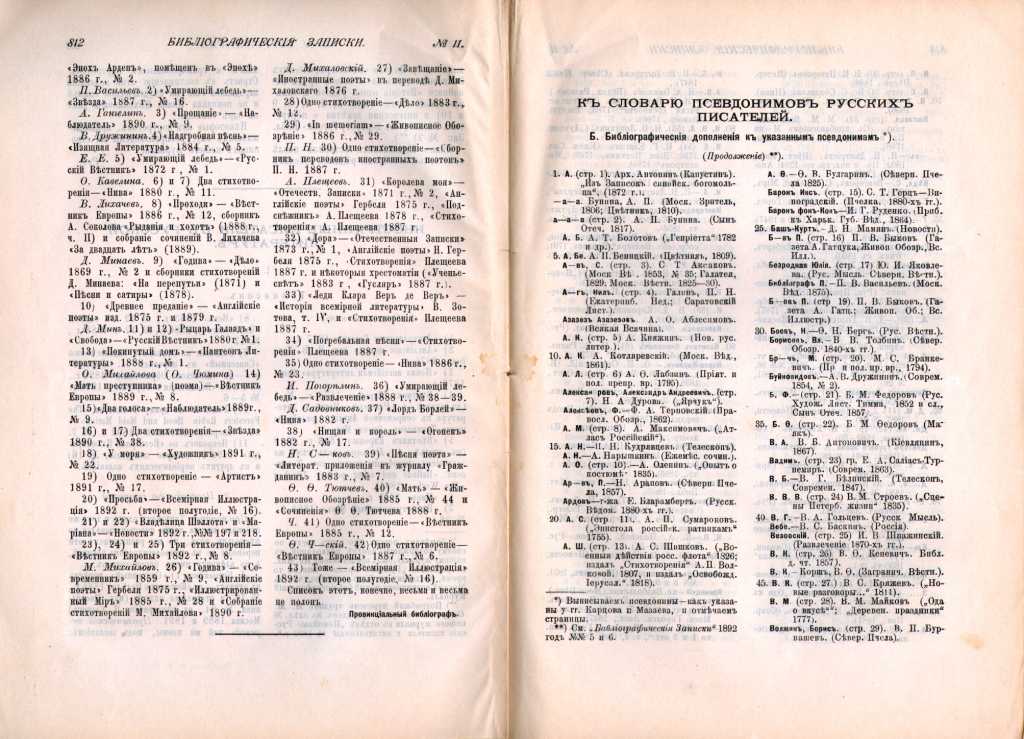
«К словарю псевдонимов русских писателей», «Библиографические записки», ноябрь 1892

Александр Васильевич плодотворно занимался биобиблиографией русских писателей, и первая его подобная работа 1881 года была посвящена А. Ф. Писемскому. В 1885 году владимирский библиограф предложил журналу «Русская старина» большой очерк об А. И. Герцене, в своё время отбывавшем владимирскую ссылку. Интерес к опальному эмигранту объединял А. В. Смирнова и А. В. Скалона. А. В. Смирнов был одним из первых, кто знакомил российских читателей с биобиблиографией А. И. Герцена. До него, в 1880 году, это удалось лишь П. В. Анненкову, поместившему на страницах «Вестника Европы» очерк «Замечательное десятилетие». Но то, что было возможно до цареубийства 1 марта 1881 года, позднее оказалось невозможным. Лишь в 1889 году на страницах «Русской старины» удалось напечатать два документа, касавшиеся биографии А. И. Герцена. Это были выписки из «Книг, выданных из Владимирской духовной консистории города Владимира, Николо-Златовратской церкви причту для записи родившихся, браком сочетавшихся и умерших» о женитьбе в 1838 году Александра Герцена на Наталье Захарьиной и о рождении в 1839 году их первенца Александра. Окончилась неудачей попытка А. В. Смирнова опубликовать в 1886 году биобиблиографическую работу об А. Н. Островском.
В 1890 году А. В. Смирнову удалось напечатать на страницах «Русской старины» биобиблиографический очерк о Н. Г. Чернышевском, незадолго перед этим скончавшемся в Саратове. Библиографический список произведений Н. Г. Чернышевского, обнародованный А. В. Смирновым, включал 265 работ, в то время как автору пространного некролога в журнале «Исторический вестник», посвящённого Чернышевскому, А. И. Фаресову удалось привести список лишь из 164 работ Н. Г. Чернышевского.
Затем последовали статьи А. В. Смирнова о Ф. М. Достоевском и А. П. Чехове. Чехов был любимым писателем владимирского библиографа вопреки нелестной чеховской оценке Владимира, который называл его «самым скучным из всех губернских городов». А. В. Смирнов испытывал к Чехову духовную близость. С Чеховым они некоторое время учились вместе на медицинском факультете Московского университета, в середине 1880-х годов А. В. Смирнов активно печатался в юмористических журналах «Будильник» и «Развлечение», и нередко его заметки и материалы А. П. Чехова соседствовали там, оба имели общего друга в лице врача и карикатуриста М. М. Чемоданова. К работе над составлением чеховской биобиблиографии А. В. Смирнов приступил после смерти писателя, приобщив к ней И. Ф. Масанова. Уже 27 августа 1904 года А. В. Смирнов опубликовал во «Владимирских губернских ведомостях» работу «К библиографии произведений А. П. Чехова», первую в России чеховскую библиографию. Несмотря на то что в условиях провинциального Владимира немыслимо было составить полную библиографию известного писателя и учитывая то, что обилие чеховских псевдонимов затрудняло поиск всех его ранних произведений, А. В. Смирнов взял на себя труд предложить российскому читателю максимально полный список произведений А. П. Чехова и тем самым увековечить память любимого автора. А. Д. Тельчаров считает, что А. В. Смирнов сполна справился с поставленной задачей. Он атрибутировал свыше трёхсот произведений А. П. Чехова, а С. А. Венгеров незамедлительно отреагировал на успех А. В. Смирнова: «Благодаря заключительной библиографии она займёт первостатейное место в чеховской литературе». Впоследствии свою «чеховиану» продолжил И. Ф. Масанов.
Кроме этого, появились статьи, рассматривавшие биобиблиографию М. Е. Салтыкова-Щедрина, М. Н. Загоскина, Ф. Д. Нефёдова, Н. В. Берга, П. И. Мельникова-Печерского, В. А. Слепцова, И. С. Тургенева, А. В. Сухово-Кобылина, Н. Н. Златовратского, учёных Н. И. Пирогова, А. Х. Востокова, Ф. Б. Миллера, А. Н. Пыпина, А. Н. Попова, композитора А. Н. Верстовского, карикатуриста М. М. Чемоданова, сподвижника Петра I Я. В. Брюса. Он публиковался в исторических и библиографических изданиях: «Библиографические записки», «Библиографический листок», «Исторический вестник», «Русская старина», «Русский архив» и т. д., а также в столичных газетах «Современные известия», «Врач», «Русская медицина».
Перу А. В. Смирнова принадлежит теоретическая работа «Библиографические указатели». В ней он писал: «Библиография — это архив всей нашей литературы, она является основой, краеугольным камнем всякого научного исследования». Статьи Александра Васильевича Смирнова опубликованы в «Русском биографическом словаре» А. А. Половцова, например, биографии русского книготорговца, издателя «Энциклопедического лексикона» Адольфа Плюшара, педагога и писателя А. Е. Разина, историка и поэта-графомана С. В. Руссова и так далее. А. В. Смирнов стал инициатором организации библиографической работы во Владимире, он создал «Каталог библиотеки Владимирского собрания». В нём была представлена художественная литература из более чем сорока журналов, издававшихся в России в различное время. Создание каталога облегчило библиографическую работу всем владимирским губернским библиотекам.

## Владимирское краеведение

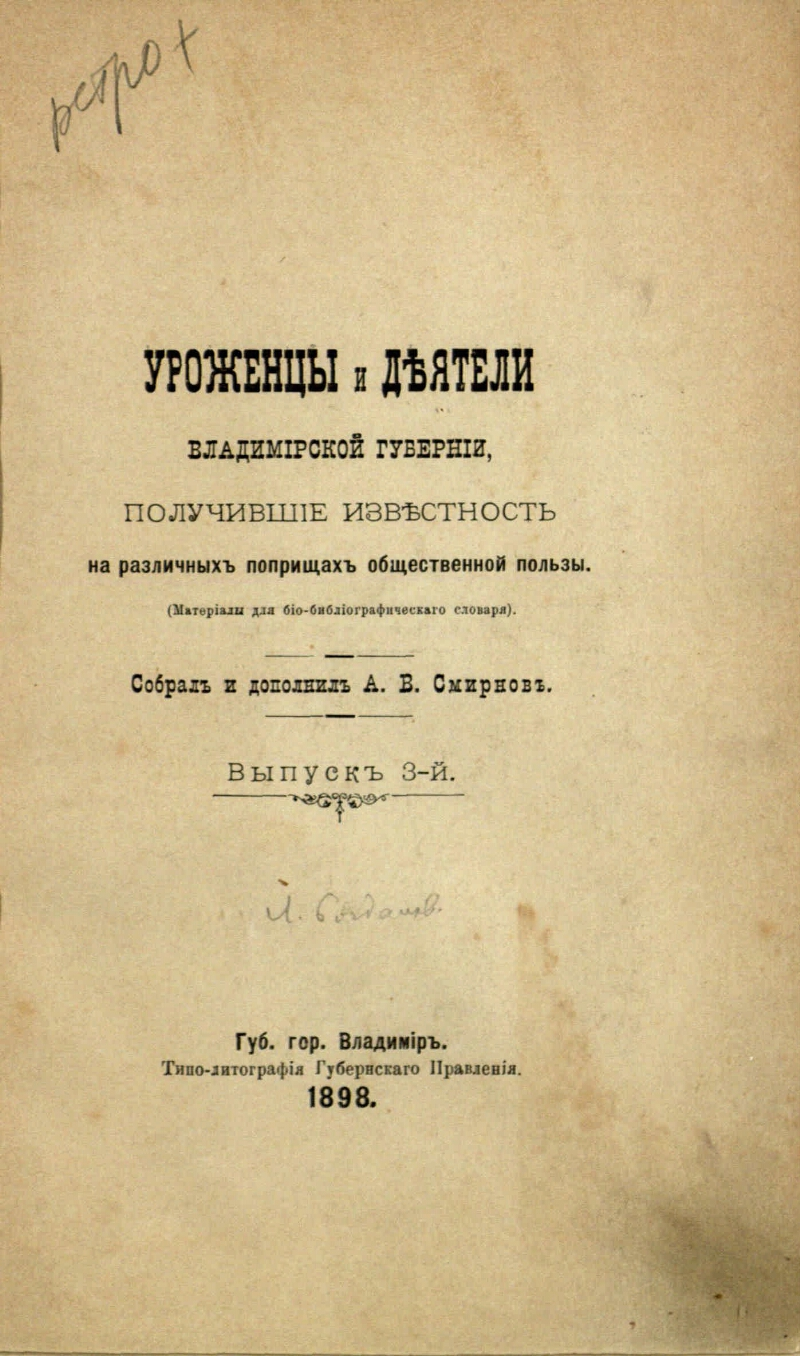
Третий выпуск книги «Уроженцы и деятели Владимирской губернии», 1898

Главным призванием А. В. Смирнова явилось местное краеведение: изучение достопримечательностей Владимирской губернии и города Владимира, история края, биографии его земляков, снискавших славу на родине и за её пределами, составление областной библиографии и т. д. Вернувшись на родину в 1882 году, Смирнов стал деятельным участником «Владимирских губернских ведомостей», особенно интенсивно сотрудничество с этой газетой в её неофициальной части происходило с 1896 года. О том, что интересы ведущей владимирской газеты были чрезвычайно близки А. В. Смирнову, говорит его анонимное обращение к читателям «От редакции» в первом номере газеты за 1889 год. В нём он обращался с горячей просьбой присоединиться к сотрудничеству с газетой новых неравнодушных сотрудников-владимирцев.
За долгие годы сотрудничества для этого издания им были написаны десятки статей о выдающихся владимирцах. Таковы статьи о К. Н. Тихонравове, И. А. Манне, П. П. Сумарокове. Помимо этого, А. В. Смирнов создал биографические очерки физика А. Г. Столетова, корреспондента А. И. Герцена Н. Я. Дубенского, археографа Н. В. Калачова, первого биографа А. С. Грибоедова Д. А. Смирнова, последователя А. Н. Радищева С. К. Ферельцта, математика Т. Ф. Осиповского, основателя и первого директора Музея изящных искусств имени императора Александра III при Московском императорском университете И. В. Цветаева.
А. В. Смирновым были написаны первые биографии И. А. Голышева, С. И. Сычугова, А. В. Селиванова, В. Г. Добронравова, К. А. Веселовского, Н. А. Артлебена, Н. Г. Добрынкина, Я. П. Гарелина, Н. С. Стромилова, Н. И. Шаганова, П. В. Заведеева, Я. Е. Протопопова, В. И. Доброхотова, В. А. Борисова, Д. И. Дмитревского, И. И. Способина, В. С. Гапонова и других выдающихся владимирцев.
Постепенно из статей возникла самостоятельная книга «Уроженцы и деятели Владимирской губернии» в пяти томах — ценнейший источник сведений по истории Владимирской земли и её наиболее заслуженных гражданах. Советский библиограф Ю. И. Масанов в 1948 году отмечал, что главному труду А. В. Смирнова «принадлежит одно из первых мест среди других местных биобиблиографических словарей». Кроме этого, его корреспонденции посвящены медицине, духовенству, быту, этнографии, статистике, книговедению родного края. Работа во Владимирской учёной архивной комиссии познакомила его с известными историками, филологами и библиографами С. А. Венгеровым, П. И. Бартеневым, В. И. Срезневским и другими. Местные краеведы утверждают, что историко-культурное значение словаря А. В. Смирнова, то есть, его монографии «Уроженцы и деятели Владимирской губернии», не подлежит сомнению.
Биобиблиографические труды А. В. Смирнова послужили образцом для других провинциальных краеведов. В. Е. Чешихин-Ветринский, начиная в 1908 году работу над «Словарём нижегородских деятелей», был вынужден обратиться за помощью к А. В. Смирнову: «Вы, очевидно, лучше даже нас подготовлены к этой работе, и Ваше участие было бы чрезвычайно дорого и полезно». Под влиянием работ А. В. Смирнова составляли местные библиографические словари рязанский краевед И. В. Добролюбов, краеведы из Кинешмы и Переславля-Залесского М. К. Казанский и М. И. Смирнов. Заслуги А. В. Смирнова перед российской краевой библиографией отмечали также советские библиографы Е. И. Коган и И. М. Кауфман.
В последние двадцать лет своей жизни А. В. Смирнов опубликовал материалы переписки владимирцев И. А. Голышева, А. В. Селиванова, К. Н. Тихонравова, Ф. Д. Нефёдова с крупными российскими писателями, деятелями культуры и науки. Он писал: «Переписка известных литературных деятелей, являясь богатым материалом для их биографий, в то же время даёт нам указания и на процесс литературного творчества этих лиц, и на самые литературные произведения их, иногда совершенно затерявшиеся для большинства нашей публики». Опубликованные А. В. Смирновым письма М. П. Погодина, А. С. Гацисского, П. И. Мельникого-Печерского, М. И. Семевского, И. С. Аксакова, Н. В. Калачова, А. С. Уварова, Н. А. Некрасова, П. А. Дилакторского, А. Ф. Бычкова, И. Е. Забелина, М. М. Стасюлевича, Н. Н. Златовратского, Н. С. Волконского, В. М. Гаршина также стали событием в изучении истории не только Владимирской губернии, но и всей России.

### Сотрудничество с И. Ф. Масановым
Около 1900 года состоялось знакомство А. В. Смирнова с И. Ф. Масановым, который был младше Смирнова на двадцать лет. Смирнов передал ему свой краеведческий опыт и привил любовь к библиографии. Они совместно издали «Указатели содержания неофициальной части „Владимирских губернских ведомостей“ с 1838 по 1900 год включительно и „Владимирских епархиальных ведомостей“ с 1865 по 1900 год включительно», (Владимир, 1902 год). Их сотрудничество не исчерпывалось местной библиографией, позднее они выпустили указатель содержания «Русские сатиро-юмористические журналы» (Владимир, 1910—1913 год), где были подробно описаны «Искра», «Гудок», «Заноза», «Оса», «Будильник», «Весельчак» и другие юмористические издания. В 1905 году Масанов опубликовал свою первую книгу — «Библиография Владимирской губернии». В её редактировании также принял участие А. В. Смирнов.
В 1911 году И. Ф. Масанов и А. В. Смирнов предприняли издание росписи славянофильской газеты «Молва», выпускавшейся К. С. Аксаковым в 1857 году. В предисловии к книге А. В. Смирнов так писал о работе своего молодого коллеги: «Ежедневная политическая газета „Молва“ 1857 года, возникшая по идее известного славянофила К. С. Аксакова, в настоящее время представляет большую библиографическую редкость. Вероятно, вследствие редкости этого издания в русской литературе о „Молве“ часто передавались совершенно неверные сведения. Так, время издания её относимо было к 1859 году, или, — как в некоторых органах печати, — она была даже переименована в „Москву“. Всё это вместе взятое и побудило нас напечатать подробное библиографическое обозрение этой газеты». В действительности одной из главных побудительных причин авторов было желание познакомить публику с яркими страницами творчества одного из самых видных представителей славянофильства.

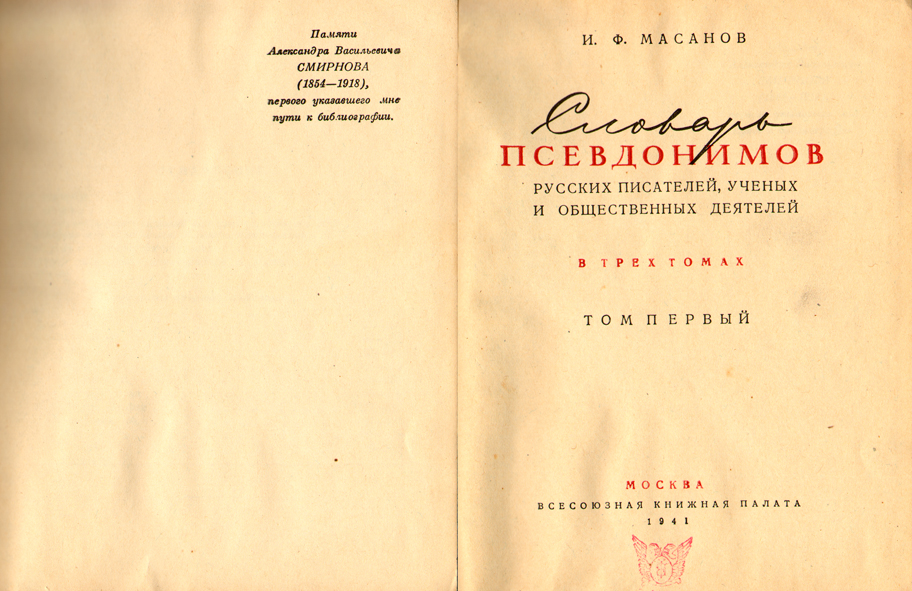
«Словарь псевдонимов» И. Ф. Масанова, 1941

Ещё в 1892 году Смирнов за подписью А. В. С-ъ поместил в журнале «Библиографические записки» работу «К словарю псевдонимов русских писателей», которая представляла собой не что иное, как попытку систематизации известных на то время псевдонимов — прообраз будущего словаря псевдонимов. Помимо этой работы, Смирнов собирал псевдонимы в работах «Псевдонимы разных лиц» и «Словарь русских писателей, писавших под псевдонимами, инициалами и сокращёнными подписями с показанием последних», которые остались незавершёнными. А. В. Смирнов смог увлечь идеей составления «Словаря псевдонимов» своего ученика, он передал ему свои неоконченные материалы, и с 1900 по 1904 год они совместно продолжили эту работу. После смерти А. В. Смирнова И. Ф. Масанов вновь возвратился к работе над «Словарём псевдонимов» и издал его уже перед Великой Отечественной войной с посвящением учителю: «Памяти Александра Васильевича Смирнова (1854—1918), первого указавшего мне пути к библиографии».
Будучи уже сам признанным учёным-библиографом, И. Ф. Масанов не раз подчёркивал значение А. В. Смирнова для российской науки, важность и разнообразие его вклада в различных отраслях знаний и общественной жизни:

Вряд ли многим известна разносторонняя деятельность А. В. <Смирнова>: библиографическому миру он был известен главным образом, как опытный и добросовестный биобиблиограф, медицинскому миру — как врач и автор целого ряда медицинских работ, и только. Между тем деятельность А. В. далеко выходила из этих узких рамок специальности. Он был не только врачом и библиографом, но и беллетристом, историком, этнографом, репортёром и редактором. Немало он потрудился и на общественном поприще. Тот, кто был знаком с общественной жизнью города Владимира 1890—1900 гг., тот хорошо помнит все заслуги А. В. не только для города, но и для всего местного края. Можно без преувеличения сказать, что ни одно культурное общественное начинание не обходилось здесь без участия в нём А. В. <Смирнова>.— А. В. Смирнов. Научный архив Всесоюзной книжной палаты. Фонд И. Ф. Масанова. Оп. 1. Д. 5. Л. 1.

## Итоги работы
За свою жизнь А. В. Смирнов напечатал в периодике свыше четырёхсот материалов по владимирскому краеведению; с 1886 по 1918 год он опубликовал около двухсот статей о земляках-владимирцах, которые частью вошли в составленный им пятитомный словарь «Уроженцы и деятели Владимирской губернии, получившие известность на различных поприщах общественной пользы» (1896—1917). Герои книги — главным образом, учёные, писатели, журналисты, священники и общественные деятели. Краевед тщательно собирал о них сведения, разрозненные в многочисленных книгах, газетах и журналах, лично встречался с людьми, их помнившими. Он выпустил «Материалы для истории Владимирской губернии» в четырёх томах, где увидели свет около 800 уникальных документов XIII—XVIII веков по истории края, а также три выпуска «Портретной галереи уроженцев и деятелей Владимирской губернии» (1900—1904). Им изданы указатель содержания первых десяти томов «Трудов Владимирской учёной архивной комиссии» (1909) и указатель литературы о кустарной промышленности Владимирской губернии (1902).
Всего А. В. Смирнов издал с 1881 по 1918 год около семисот работ. Сюда входят краеведческие, общелитературные и медицинские материалы. Как сказал литературовед и библиограф Ю. И. Масанов (1919—1965) — сын И. Ф. Масанова, — эти работы «дают нам право признать в нём библиографа, ставившего перед собой задачу составить национальный словарь русских писателей». Он писал, что «неверно считать А. В. Смирнова лишь деятелем в области краеведческой библиографии, как это обычно делает большинство библиографов <…> тематика его работ выходит далеко за пределы одной лишь краеведческой библиографии». Как библиограф А. В. Смирнов оказал несомненное влияние на развитие всей российской библиографии. Другой литературовед — С. А. Венгеров, — писал следующее: «Из работ А. В. Смирнова наибольшее значение имеют, конечно, его „Уроженцы и деятели Владимирской губернии“. Это первый областной биобиблиографический словарь, удовлетворяющий требованиям полноты и обстоятельности. Автор воспользовался тем, что появилось в печати о владимирских деятелях, а кроме того сообщает и много такого, что в его издании появляется в первый раз. Сведения его точны и достоверны и, в общем, его труд должен быть причислен к числу очень ценных пособий. В обработке сведений автор безусловно объективен».

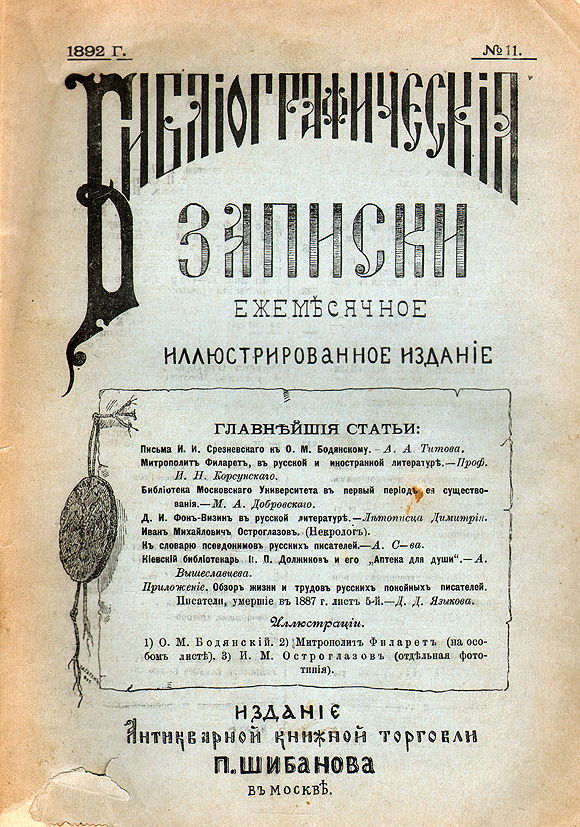
Журнал «Библиографические записки» выпускался всего один год

Впервые деятельность А. В. Смирнова как врача и как библиографа отметил в 1889 году в своём труде «Русские врачи-писатели» другой русский врач и библиограф — Лев Фёдорович Змеев. Кроме С. А. Венгерова и Л. Ф. Змеева, деятельность Александра Васильевича при жизни освещал историк Н. В. Малицкий, о нём писали «Энциклопедический словарь Брокгауза и Ефрона» и «Большая энциклопедия» С. Н. Южакова. С тех пор интерес к деятельности А. В. Смирнова то угасал, то вспыхивал вновь. До Великой Отечественной войны о значении библиографического наследия своего учителя писал И. Ф. Масанов, но многие его материалы так и остались неопубликованными. Первая статья об А. В. Смирнове была опубликована в советское время лишь в 1948 году. Её автором был сын И. Ф. Масанова — Ю. И. Масанов. Владимирский писатель Е. И. Осетров в 1960 году в книге «Ветка Лауры», оценивая место и роль Смирнова во владимирском краеведении, назвал его «Владимирским Плутархом». С 1979 года свои работы об Александре Васильевиче публиковал А. Д. Тельчаров (в журнале «Советская библиография», в газете «Книжное обозрение» и отдельные издания). Энциклопедический словарь «Книговедение», вышедший в Москве в 1982 году, также коснулся его деятельности. Советский историк Н. М. Пирумова в книге, посвящённой деятельности земской интеллигенции, отнесла А. В. Смирнова к числу наиболее активных представителей российского земства второй половины XIX столетия.
В архиве А. В. Смирнова, ныне находящемся в ИРЛИ, в рукописном отделе Пушкинского Дома в Санкт-Петербурге (Ф. 286. — Ед. хр. 550), хранятся многочисленные письма И. Ф. Масанова, П. А. Ефремова, Н. Н. Златовратского, Ф. Д. Нефёдова, М. И. Семевского, П. А. Флоренского, А. Г. Фомина, В. Е. Чешихина-Ветринского, Ф. А. Витберга, В. Н. Княжнина, С. А. Венгерова, Б. Л. Модзалевского, А. А. Шахматова, С. Н. Шубинского, Д. Ф. Кобеко, И. В. Помяловского, А. И. Яцимирского, М. К. Лемке, В. И. Саитова, А. П. Бахрушина, В. Г. Дружинина, Н. М. Лисовского, С. И. Пономарёва, В. И. Срезневского, великого князя Константина Константиновича и многих других выдающихся деятелей науки и культуры, а также обращения от Императорского археологического института, Московской духовной академии, Русского библиографического, Русского исторического обществ, многих губернских учёных архивных комиссий и т. д.

## Псевдонимы А. В. Смирнова
Полный список псевдонимов Смирнова, приводимый его учеником И. Ф. Масановым, включает в себя 63 псевдонима:
- А.
- А. В. С.
- А+В+С
- А. В. С. и Здр.
- А. С.
- А. С. В.
- А.в-с
- Бесстрашный
- Бывший ученик
- -въ
- …въ
- -въ, А. В.
- Василич
- Вашкинский
- Вашкинский, А.
- Владимирский старожил
- Врач А. Ф. Смирнов
- Вышкинский, А.
- Газетный нигилист
- Гласный Думы
- Доброжелатель
- Дух бурен
- Здешний
- Группа граждан г. Владимира
- Здешний, а по имени Пантюха
- Любитель старины
- —о—
- Обыватель
- П.
- П. А. Н.
- П.А,Н.
- П-ей
- Пантелей
- Пантюха
- Римансов, В.
- С. В.
- С-в
- С-в, А.
- С-в, А. В.
- См., А.
- См., А. В.
- См-в, А. В.
- Сми-в, А.
- Сми-ов, А.
- Смир-в, А.
- С-ов
- С-ов, А. В.
- С-ъ
- С-ъ, А.
- С-ъ, А. В.
- Смирнов А. Ф., врач
- Сын своего отца
- Трое
- Эскулап
- Я.
- -ъ
- ъ ъ
- -ъ-ъ
- -ъ-ъ-ъ
- Abs
- N.N.
- S.
- S-f

## Избранная библиография
- Левиафан. Указатель русской литературы по всем отраслям знания за сто лет (1777—1877). Совместно с А. В. Скалоном. (Неопубликован).
- К словарю псевдонимов русских писателей. [Подпись: А. В. С-ъ] // Библиографические записки, 1892. № 5, № 6, № 11, № 12.
- Уроженцы и деятели Владимирской губернии, получившие известность на различных поприщах общественной пользы. 5 выпусков. — Владимир, 1896—1917 гг.
  - Вып. 1. — 1896. — [6], II, 247 с.
  - Вып. 2. — 1897. — [8], 264 с.
  - Вып. 3. — 1898. — [4], II, [2], 286 с.
  - Вып. 4. — 1910. — [8], 240, [2] с., 16 л. портр.
  - Вып. 5. — 1917. — [8], 188 с., [31] л. портр.
- Материалы для биографии К. Н. Тихонравова: письма к нему разных лиц3: с портр. К. Н. Тихонравова, 1900. — II, 408 с., [1] л. портр.
- Материалы для истории Владимирской губернии. 4 выпуска. — Владимир. 1901—1904 гг.
- Портретная галерея уроженцев и деятелей Владимирской губернии. 3 выпуска. — Владимир, 1900—1904 гг.
  - Вып. 1. — 1900. — 31 с.
- Опыт библиографического указателя литературы о кустарной промышленности Владимирской губернии / сост. А. В. Смирнов. — Владимир на Клязьме: Типо-литография губернской земской управы, 1902. — 42 с.
- К статье профессора Н. П. Загоскина // Исторический вестник. 1900, ноябрь.
- Беседы по гигиене, веденные на Педагогических курсах для учительского персонала земских школ Владимирской губернии в 1901 году / врач А. В. Смирнов. — Владимир на Клязьме: Типолитография губернской земской управы, 1902. — 53 с.: табл.
- Указатель содержания неофициальной части «Владимирских губернских ведомостей» с 1838 по 1900 год включительно и «Владимирских епархиальных ведомостей» с 1865 по 1900 год включительно, 1902. — XVI, 561, [2] с., [63] портр.
- А. Н. Островский: по поводу 20-й годовщины со дня его смерти / сост. А. В. Смирнов. — Владимир: Типография губернского правления, 1906. — [2], 15 с.
- И. С. Тургенев: (по поводу 25-летия со дня его смерти). — Владимир: Типография губернского правления, 1908. — [2], 23 с.
- Труды Владимирской учёной архивной комиссии за первое десятилетие её существования: 1899—1908: Библиографический указатель. — Владимир, 1909.
- Из общественной жизни города Владимира 20-х годов XIX столетия // ТВУАК. Кн. IV. — Владимир. Типо-литография губернского правления. 1902 г.
- Русские сатиро-юмористические журналы. (Вторая половина XIX века) // ТВУАК. Кн. XI—XII, XV—XVIII. — Владимир, 1910. Вып. 1. [2], 42, [8], 259 с.; 1913. Вып. 2. 16, 26, 304, [2] с.; 1913. Вып. 3. 334 с. разд. паг.